# الویتو، لازیو
الویتو، لازیو (به ایتالیایی: Alvito, Lazio) یک سکونتگاه مسکونی در ایتالیا است که در استان فروزینونه واقع شده‌است.

## خصوصیات
الویتو ۵۲ کیلومترمربع مساحت و ۲٬۸۹۷ نفر جمعیت دارد و ۴۷۵ متر بالاتر از سطح دریا واقع شده‌است.